# CM-5150
La CM-5150 es una carretera de la red autonómica de Castilla-La Mancha (España), que transcurre por la provincia de Toledo.

## Estado de la carretera
Carretera cortada en ambos sentidos a la altura de La Corchuela debido a las grietas aparecidas en un puente.[¿cuándo?]
La vía, con una longitud total de 21,610 km y perteneciente a la Red Local, comienza en su intersección con la A-5, dentro del término municipal de Oropesa y finaliza en el límite con la provincia de Ávila y la comunidad autónoma de Castilla y León, enlazando con la AV-910, carretera de la Red Complementaria Local de dicha comunidad autónoma que continúa a su vez hasta la localidad de Candeleda.
Esta carretera poseía, desde el cruce de TO-9020 hasta Oropesa, una zona de firme irregular, con una gran cantidad de baches (cosa que no estaba señalizada) que hacía desprender los tapacubos, encontrándose junto al cruce de TO-9020 un "vertedero" de tapacubos al arcén derecho, que es obligado el apartarse para girar, además de no estar asfaltada en algunos tramos, el firme estaba formado por piedras compactas; tras varias protestas, está siendo asfaltada, pero a un ritmo muy lento.

## Desvíos y accesos
| Kilómetro | Tipo de enlace  | Accesos                                                                                     |
| --------- | --------------- | ------------------------------------------------------------------------------------------- |
| 0         | Rotonda         | Madrigal de la Vera (CM-5102) / Madrid, Navalmoral(A-5 E-90) / Oropesa, Lagartera (CM-5102) |
| 7A        | Cruce y raqueta | Corchuela                                                                                   |
| 15        | Cruce           | Navalcán / Parrillas (TO-9020/TO-9101-V)                                                    |
| 22        | Finalización    | Límite con la provincia de Ávila (AV-910)                                                   |